# Stazione di Mangu
La stazione di Mangu (망우역 - 忘憂驛, Mangu-yeok) è una stazione ferroviaria situata nel quartiere di Jungnang-gu, nella parte orientale di Seul, in Corea del Sud, ed è servita dalle linee Jungang e Gyeongchun del servizio ferroviario metropolitano Korail.

## Linee
Korail
■ Linea Jungang (Codice: K121)
■ Linea Gyeongchun (Codice: K121)

## Struttura
La stazione è realizzata in superficie, con fabbricato viaggiatori a ponte sopra il piano del ferro, il quale è costituito da quattro marciapiedi a isola, con 7 binari passanti totali. Due marciapiedi sono riservati alla linea Jungang, e altri due alla linea Gyeongchun, mentre fra di essi si trovano diversi binari senza banchine.
| 1   | ■ Linea Jungang    | per Cheongnyangni, Wangsimni, Oksu, Ichon e Yongsan |
| 2-3 | ■ Linea Jungang    | per Deokso, Paldang, Yangpyeong e Yongmun           |
| 4-5 | ■ Linea Gyeongchun | per Sangbong e Gwangundae                           |
| 6-7 | ■ Linea Gyeongchun | per Toegyewon, Gapyeong, Namchuncheon e Chuncheon   |

## Stazioni adiacenti
| «                | Servizio      | »             |
| Linea Jungang    | Linea Jungang | Linea Jungang |
| ---------------- | ------------- | ------------- |
| Sangbong         | Locale        | Yangwon       |
| Transito         | Espresso      | Transito      |
| Linea Gyeongchun |               |               |
| Sangbong         | Locale        | Sinnae        |